# Мочидла (Чарнковсько-Тшцянецький повіт)
Мочидла (пол. Moczydła) — село в Польщі, у гміні Дравсько Чарнковсько-Тшцянецького повіту Великопольського воєводства.
Населення — 157 осіб (2011).
У 1975-1998 роках село належало до Пільського воєводства.

## Демографія
Демографічна структура станом на 31 березня 2011 року:
|          | Загалом | Допрацездатний вік | Працездатний вік | Постпрацездатний вік |
| -------- | ------- | ------------------ | ---------------- | -------------------- |
| Чоловіки | 90      | 19                 | 66               | 5                    |
| Жінки    | 67      | 17                 | 40               | 10                   |
| Разом    | 157     | 36                 | 106              | 15                   |